# Ваканция във Вегас
„Ваканция във Вегас“ (на английски: Vegas Vacation) е американски комедиен филм от 1997 г. на режисьора Стивън Кеслър (в режисьорския му дебют), по сценарий на Елиса Бел и Боб Дюскей. Във филма участват Чеви Чейс, Бевърли Д'Анджело, Ранди Куейд, Уейн Нютън, Итън Ембри и Уолъс Шоун. Това е четвъртата част от комедийната филмова поредица „National Lampoon's Vacation“.